# Lada Vondrová
Lada Vondrová, née le 6 septembre 1999 à Nové Město na Moravě (Tchéquie), est une athlète tchèque, spécialiste du 400 mètres.

## Carrière
Vondrová participe aux Championnats du monde en salle où elle termine 13e en demi-finale du 400 mètres féminin. Aux championnats du monde d'athlétisme 2019 organisés à Doha, au Qatar, elle participe à la demi-finale de l'épreuve du 400 m avec une 20e place.
Aux championnats d'Europe espoirs d'athlétisme 2021, elle décroche deux titres sur 400m et le relais 4x400 ; elle participe le mois suivant aux Jeux olympiques de Tokyo de 2020 sur l'épreuve du 400 mètres, où elle améliore son record personnel à 51,14 secondes.
En juin 2023, le relais tchèque remporte le titre sur 4x400m mixte aux championnats d'Europe par équipes de Chorzów avec ses compatriotes Matěj Krsek, Tereza Petržilková et Vít Müller. Elle remporte la médaille de bronze du relais 4 x 400 m mixte aux Mondiaux 2023 où Patrik Šorm remplace Vít Müller.

## Palmarès
| Date | Compétition           | Lieu     | Place | Course          |
| ---- | --------------------- | -------- | ----- | --------------- |
| 2019 | Jeux européens        | Minsk    | 2e    | 4 x 400 m mixte |
| 2023 | Jeux européens        | Chorzów  | 1re   | 4 x 400 m mixte |
| 2023 | Championnats du monde | Budapest | 3e    | 4 x 400 m mixte |